# 菊川市立小笠南小学校
菊川市立小笠南小学校（きくがわしりつ おがさみなみしょうがっこう）は、静岡県菊川市にある公立小学校。通称は南小（みなみしょう）。

## 概要
2024年5月1日現在
- 児童数：128名[2]
- 学級数：9（一般学級6、特別支援学級3）[2]
- 文部科学省 学校コード：B122210003537[3]

現在、菊川市内で二番目に児童が少ない小学校であり、合併前の旧小笠町域の小学校の中では最も少ない。加えて郊外の開発が遅れていることや、少子化の進行により、児童数は減少傾向となっている。
卒業後は菊川市下平川にある岳洋中学校に進学する。

## 沿革
- 1873年（明治6年）10月 - 高橋学校として開校[6]。
- 新野小学校および南山仮学校を統合[7]。
- 1892年（明治25年）12月5日 - 高橋3503番地に「南山尋常小学校」を設立し、全村一学区となる[6]。
- 1893年（明治26年）3月20日 - 「南山尋常高等小学校」に改称[6]。
- 1941年（昭和16年）4月1日 - 国民学校令施行により、「南山村国民学校」に改称[6]。
- 1947年（昭和22年）4月1日 - 学制改革により、「南山村立南山小学校」に改称。高等科を廃止[8]。
- 1954年（昭和29年）3月31日 - 村合併により小笠町となり、「小笠町立小笠南小学校」に改称[9]。
- 1955年（昭和30年）4月 - 2階建て校舎を落成[10]。
- 1958年（昭和33年）4月 - 2階建て校舎を落成[10]。
- 1964年（昭和39年）8月8日 - プールを落成[11]。
- 1968年（昭和43年） - 南小教育振興会を発足[12]。
- 1972年（昭和47年） - 校歌を作成[13]。
- 1977年（昭和52年）
  - 3月20日 - 運動場を5,883平方メートル拡張[6]。
  - 11月24日 - 体育館を落成[6]。
- 1979年（昭和54年）12月3日 - 新校舎を落成[6]。
- 2005年（平成17年）1月17日 - 町合併により菊川市となり、「菊川市立小笠南小学校」に改称。
- 2020年度（令和2年度） - 教育目標の「考える子 優しい子 強い子」を校訓に制定[14]。

## 校歌
校歌は1972年に作成された。歌は3番まである。
1番は南の山は、2番は西の田の面は、3番は東の山にという歌詞から始まる。各番最後には、学校名の「南小学校」が登場する。その前には二度繰り返して歌う箇所がある。

## 通学区域
大字河東の全域と大字高橋のうち738番から終番まで

## アクセス

### バス
- 「南山」停留所（しずてつジャストライン）から徒歩すぐ
- 「南町三丁目」停留所（菊川市コミュニティバス）から徒歩すぐ

### 自動車
- 菊川市中心部から県道37号経由で約20分

## 周辺
- 菊川警察署南山警察官駐在所
- 中部電力パワーグリッド南山変電所
- みなみこども園